# Rezerwat przyrody Barcza
Rezerwat przyrody Barcza – rezerwat przyrody nieożywionej w gminie Zagnańsk, w powiecie kieleckim, w województwie świętokrzyskim. Leży w południowo-zachodniej części masywu góry Barcza, w pobliżu węzła drogowego Barcza łączącego drogę krajową S7 i drogę wojewódzką 750, po wschodniej stronie drogi S7.
- Powierzchnia: 14,58 ha[3] (akt powołujący podawał 14,57 ha)
- Rok utworzenia: 1984
- Charakter rezerwatu: częściowy
- Przedmiot ochrony: odsłonięcie skał dolnodewońskich, przede wszystkim tufitów, które stanowią cenny dowód wulkanizmu na terenie Gór Świętokrzyskich